# Christine Hogan
Christine Hogan ist eine kanadische Politikerin und stellvertretende kanadische Ministerin für Internationalen Handel.

## Ausbildung, Beruf und Leben
Christine Hogan hat an der Carleton University studiert und ihr Studium 1987 mit einem Bachelor cum laude in öffentlicher Verwaltung abgeschlossen. 2002 wurde sie ins Programm Yale University World Fellow berufen.
1988 begann sie ihre Karriere in der Kanadischen Verwaltung als Projektmitarbeiterin des kanadischen Umweltministeriums im kanadisch-US-amerikanischen Gemeinschaftsprogramm zum Erhalt der Großen Seen. 1995 und 1996 war sie Stabschefin des Stellvertretenden Ministers für Umwelt.
Sie diente von 1996 bis 1997 dem Geschäftsführenden Direktor des Umweltprogramms der Vereinten Nationen (UNEP) in Nairobi (Kenia) als Beraterin. Von 1999 bis 2003 war sie Direktorin für internationale Politik und Zusammenarbeit bei Environment and Climate Change Canada. 2003 und 2004 war sie als Seniorberaterin im Büro des Kanadischen Kronrats (Privy Council) tätig. Von 2004 bis 2006 war sie geschäftsführende Direktorin für Priorisierung und Planung im Privy Council Office. Von 2006 bis 2007 nahm sie an einem Visiting Executive Program von Environment Canada, heute Environment and Climate Change Canada, teil.
Von 2007 bis 2010 war sie als Vizepräsidentin für strategische Politik und Performance der ehemaligen Kanadischen Internationalen Entwicklungsgesellschaft (CIDA) tätig. 2010 kehrte sie zurück ins Brüo des Kronrats zurück und war dort bis 2012 als Assistenz des Kabinetts – verantwortlich für auswärtige und Verteidigungspolitik. Von Februar 2012 bis Januar 2015 war sie als Beraterin für auswärtige und Verteidigungspolitik des kanadischen Premierministers tätig.
Am 24. März 2014 verhängte Russland als Gegenmaßnahme zu den kanadischen Sanktionen nach der völkerrechtswidrigen Krimannexion durch Russland gegen Hogan und 12 weitere Kanadier Einreiseverbote.
Am 6. Januar 2015 wurde sie von Premierminister Stephen Harper zur Stellvertretenden Ministerin für internationalen Handel berufen und trat ihre neue Aufgabe am 21. Januar 2015 an.
Sie ist ordentliches Mitglied in den Ausschüssen
- Economic Trends and Policies (ETP), Ausschuss für wirtschaftliche Entwicklungen und Richtlinien
- Global Trends, Foreign Affairs and Defence Issues (GTFAD), Ausschuss für globale Entwicklungen, auswärtige Beziehungen und Verteidigungsangelegenheiten
- Policy Innovation (PI), Ausschuss für politische Innovation
- sowie im eher informellen Deputy Ministers' Breakfast (DMB)

## Mitgliedschaften
- 2001–2006 Mitglied und ehemalige Vorsitzende von One Change

## Auszeichnungen
- 2014: Top 100 der einflussreichsten Personen für die kanadische auswärtige Politik (The Hill Times)[7]